# Eliáš (jméno)
Eliáš je mužské rodné jméno hebrejského původu, jehož variantami jsou jména jako Elias či Ilja. Jméno vychází z hebrejského Elíjjíhu které v sobě spojuje dvě starozákonní Boží jména אֵל (el „Bůh“) and יָה (jah „Bůh, Jahve“) a je překládáno jako „můj pán je bůh“. V Bibli je jeho nositelem prorok Elijáš. Bylo popularizováno s rozšířením křesťanství v podobě Elias (Ἠλίας, biblická řečtina) nebo Elias či Helias (biblická latina). Dalo také vzniknout anglickému příjmení a rodnému jménu Elliott a různým ženským variantám jako je bulharské a řecké Iliana.
Jeho svátek spadá v několika evropských zemích na 20. červenec, který je zasvěcen proroku Elijášovi. V Česku je však v kalendáři pro tento den uvedena pouze varianta Ilja.

## Podoby a užití jména
Domácí českými podobami jména Eliáš jsou Ela, Eli, Elia Eliášek a další, v případě jména Ilja pak Iljuška, Ilečka, Ilječka, Iloušek, Ilek a další. Jména Eliáš a Ilja jsou v Česku relativně běžná, každé z nich nosí sto až tisíc občanů.
V angličtině bylo v středověku užíváno v podobě Elis, ale vyšlo z užívání v 16. století. V podobě Elijah však bylo vzkříšeno puritány, které je od 20. století je velmi populární a ve Spojených státech je od roku 2016 mezi deseti nejoblíbenějšími mužskými jmény.
Mezi další forma jména patří:
- Elias (angličtina, němčina, švédština, finština, portugalština a další)
- Elías (španělština)
- Éliás (maďarština)[5]
- Eliasz (polština)
- Elijah (angličtina)
- Ilia (gruzínština)
- Ilie (rumunština)
- Ilija (bulharština, srbochorvatština)[2]
- Ilja (ruština, slovenština, italština. nizozemština)[2]
- Iljas (arabština)
- Íljas (turečtina)
- Illés (maďarština)[2]

## Známí nositelé jména
- Elias Ashmole (1617–1692) – anglický starožitník, politik, armádní úředník a astrolog.
- Elia Cmíral – český skladatel
- Elias Canetti (1905–1994) – britsko-rakouský spisovatel, teoretik společenských věd a humanista.
- Elias James Corey (1928) – americký chemik
- Elia Dalla Costa (1872-1961) – italský kardinál a arcibiskup Florencie
- Eliáš Dollhopf (1703–1773) – barokní malíř.
- Elia del Medigo, řecký rabín
- Elia Favilli, italský cyklista
- Elia Frosio, italský cyklista
- Elia Kazan – americký režisér
- Elias Koteas (1961) – kanadský herec.
- Elia Kaiyamo, namibijský politik
- Eliáš Lányi, církevní hodnostář, učitel, básník a spisovatel.
- Eliáš Ladiver, slovenský profesor Prešovské školy, filozof a dramatik.
- Elia Legati, italský fotbalista
- Elia Levita, německo-hebrejský sochař
- Elia Liut, italský letec
- Elia Luini, italský veslař
- Elias Lönnrot (1802–1884) – finský spisovatel, filolog a sběratel lidové poezie.
- Eliáš Mlynárových, slovenský náboženský spisovatel, básník a evangelický farář.
- Elias Magnus Fries (1794–1878) – švédský ekonom, botanik a mykolog.
- Elia Millosevich (1848-1919) – italský astronom
- Elia W. Peattie (1862-1935) – americký novinář
- Elia Rigotto, italský cyklista
- Elia Soriano, německý fotbalista
- Elia Suleiman, palestinský režisér
- Elia Viviani, italský cyklista
- Elias Viljanen (1975) – finský muzikant.
- Elijah Wood (1981) americký herec
- Elia Zenghelis, řecký architekt

## Známí nositelé jména Ilja
- Ilja Bereznickas – litevský karikaturista
- Ilja Bojanovský – český kameraman
- Ilja Lvovič Frenkel – ruský básník
- Ilja Grigorjevič Erenburg – ruský spisovatel, básník a publicista
- Ilja Hurník – český hudební pedagog a skladatel
- Ilja Kabakov – rusko-americký koncepční umělec židovského původu
- Ilja Kovalčuk- ruský profesionální hokejista
- Ilja Mečnikov – ukrajinský lékař, zoolog a držitel Nobelovy ceny
- Ilja Šmíd - bývalý ministr kultury v první vládě Andreje Babiše
- Ilja Prachař – český herec
- Ilja Prigogine – rusko-belgický vědec a držitel Nobelovy ceny
- Ilja Racek – český herec
- Ilja Richter – německý herec
- Ilja Rjepin – ruský realistický malíř
- Illja Trojanov – bulharsko-německý spisovatel
- Ilja Zeljenka – slovenský hudební skladatel

a mytická postava
- Ilja Muromec